# Putrajaya ePrix 2014
Der Putrajaya ePrix 2014 (offiziell: 2014 FIA Formula E Ycapital Management Putrajaya ePrix) fand am 22. November auf der Formel-E-Rennstrecke Putrajaya in Putrajaya, Malaysia statt und war das zweite Rennen der FIA-Formel-E-Meisterschaft 2014/15. Es handelte sich um den ersten Putrajaya ePrix und um das erste Rennen der FIA-Formel-E-Meisterschaft in Malaysia.

## Bericht

### Hintergrund
Nach dem Beijing ePrix führte Lucas di Grassi in der Fahrerwertung mit sieben Punkten vor Franck Montagny und mit zehn Punkten vor Sam Bird. In der Teamwertung hatte Andretti vier Punkte Vorsprung auf Abt und 15 Punkte Vorsprung auf Virgin.
Das Rennen wurde vom ursprünglich geplanten Termin am 18. Oktober auf Bitten des malayischen Premierministers Najib Razak, der am 18. Oktober aufgrund eines anderen Termins nicht anwesend sein konnte, auf den 22. November verschoben.
Zum Putrajaya ePrix gab es zwei Fahrerwechsel. António Félix da Costa übernahm bei Amlin Aguri planmäßig das Cockpit von Takuma Satō. Félix da Costa war beim Beijing ePrix aufgrund seines zusätzlichen Engagements in der DTM nicht am Start. Matthew Brabham, Enkel des dreimaligen Formel-1-Weltmeisters Jack Brabham, übernahm das Cockpit von Charles Pic bei Andretti. Pic sagte seine Teilnahme ab, da er am Mittwoch nach dem Rennen an Formel-1-Testfahrten teilnahm. Ursprünglich war bei China Racing ein weiterer Fahrerwechsel geplant und Ho-Pin Tung sollte durch Antonio García ersetzt werden. Tung wäre an diesem Wochenende eigentlich in der Asian Le Mans Series (AsLMS) an den Start gegangen. Allerdings wurde das AsLMS-Rennen etwa einen Monat vorher abgesagt, sodass Tung schließlich doch von China Racing als Einsatzfahrer gemeldet wurde.
Um schweren Regenfällen, die für den Nachmittag erwartet wurden, aus dem Weg zu gehen, wurde der Zeitplan bereits rund zwei Wochen vor dem Rennen um zwei Stunden nach vorne verlegt, das Rennen begann also um 14 Uhr Ortszeit. Zudem wurden die beiden freien Trainings am Vormittag zusammengelegt, die Pause von 30 Minuten zwischen diesen entfiel. Außerdem wurde entschieden, das Rennen ohne Einführungsrunde zu starten, um Energie zu sparen.
Nick Heidfeld, Katherine Legge und Bruno Senna erhielten einen sogenannten FanBoost, sie durften im Rennen die Leistung jedes ihrer beiden Wagen für maximal fünf Sekunden von 150 kW (204 PS) auf 180 kW (245 PS) erhöhen. Legge und Senna erhielten damit zum zweiten Mal in Folge einen FanBoost.

### Training
Das freie Training startete um 7:45 Uhr und hatte eine Laufzeit von 75 Minuten. Bird war mit einer Rundenzeit von 1:21,496 Minuten der schnellste Pilot, vor Jérôme D’Ambrosio und Sébastien Buemi.
Das Training musste zweimal unterbrochen werden. Zunächst verlor Michela Cerruti das linke Hinterrad ihres Fahrzeugs, fünf Minuten vor dem Ende prallte dann Heidfeld in Kurve 3 in die Reifenstapel und beschädigte dabei die linke Vorderseite seines Wagens.

### Qualifying
Das Qualifying begann um 10:00 Uhr und fand in vier Gruppen zu je fünf Fahrern statt. Jede Gruppe hatte 10 Minuten Zeit, eine schnelle Runde zu setzen. Nicolas Prost erzielte in 1:21,779 Minuten die Bestzeit, gefolgt von Oriol Servià und D’Ambrosio. Die Top 10 komplettierten Bird, Daniel Abt, Jarno Trulli, Karun Chandhok, Nelson Piquet jr., Heidfeld und Senna.
Di Grassi und Jaime Alguersuari setzten keine Zeit. Di Grassi beschädigte seinen Wagen, als er in seiner ersten schnellen Runde in die Begrenzungsmauer einschlug, anschließend fuhr er in langsamer Fahrt zurück zur Box. Alguersuari lief in einer schnellen Kurve auf ihn auf, musste ausweichen und schlug dabei selbst mit seinem Fahrzeug in die Mauer ein, was eine rote Flagge nach sich zog. Auch ein Unfall von Tung sowie ein technischer Defekt bei Piquet sorgten für Unterbrechungen der Qualifying-Sessions.
Prost wurde um zehn Positionen nach hinten versetzt, da er beim letzten Rennen einen Unfall mit Heidfeld verursacht hatte, erhielt aber dennoch die drei Punkte für die Pole-Position. D’Ambrosio, der aufgrund dessen vom zweiten Startplatz hätte starten dürfen, wurde aufgrund von zu hohem Energieverbrauch disqualifiziert und musste aus der letzten Startreihe starten. Auch Buemi wurde disqualifiziert, da er mit seinem Wagen unterhalb des Mindestgewichtes lag.

### Rennen
Das Rennen ging über 31 Runden. Vor dem Rennen gab es keine Einführungsrunde, da die Fahrer beim Beijing ePrix diese in sehr langsamer Fahrt zurückgelegt hatten, um Energie zu sparen. Stattdessen wurde die Startaufstellung fünf Reihen nach hinten verlegt, unmittelbar vor dem Rennstart fuhren die Fahrer dann auf ihre eigentlichen Startpositionen.
Servià behielt beim Start die Führung vor Bird und Trulli. Abt startete schlecht und fiel auf den letzten Platz zurück.
Bereits in der ersten Runde verlor Legge beim Anbremsen von Kurve 8 die Kontrolle über ihr Fahrzeug und traf Cerruti. Sie erhielt nach dem Rennen für das Verursachen dieser Kollision nachträglich eine Durchfahrtstrafe, die in eine Zeitstrafe von 23 Sekunden umgewandelt wurde. Außerdem verbremste sich Brabham bei der Anfahrt zu Kurve 11 und kollidierte mit Heidfeld. Heidfeld fuhr weiter, Brabham stand mit seinem Fahrzeug anschließend jedoch quer zur Fahrtrichtung mitten auf der Strecke. Die Rennleitung entschied daraufhin, das Safety Car auf die Strecke zu schicken. Servià führte weiterhin vor Bird und Trulli, dahinter lagen Chandhok, Piquet, Heidfeld, Senna, Stéphane Sarrazin, Montagny und Félix da Costa.
Das Rennen wurde nach der vierten Runde wieder freigegeben. Beim Restart lag Bird dicht hinter Servià und übernahm bei der Anfahrt auf Kurve 4 die Führung. Auch Trulli ging noch in derselben Runde an Servià vorbei, außerdem überholte Montagny Sarrazin und Senna und lag damit auf Rang sieben. In Runde acht ging auch Chandhok an Servià vorbei. In Kurve 5 kollidierte Montagny bei einem Überholversuch mit Heidfeld, der in die Streckenbegrenzung prallte und das Rennen aufgab. Senna ging dabei wieder an Montagny vorbei, der für das Verursachen dieser Kollision zudem nachträglich eine Durchfahrtstrafe erhielt, die in eine Zeitstrafe von 23 Sekunden umgewandelt wurde. Heidfeld ging später nochmal mit seinem zweiten Fahrzeug auf die Strecke, wurde aber disqualifiziert, da er den Fahrzeugwechsel nicht innerhalb der Box vorgenommen hatte.
Zur Bergung von Heidfelds Fahrzeug ging erneut das Safety Car auf die Strecke. Montagny und Senna übersahen die gelben Flaggen und gingen an Piquet, der bereits verlangsamt hatte, vorbei, ließen ihn aber sofort anschließend wieder passieren.
In der zehnten Runde ging Abt, der zu diesem Zeitpunkt auf Rang 14 lag, als erster Fahrer zum Fahrzeugwechsel an die Box. Er wechselte das Fahrzeug so während der Safety-Car-Phase ohne großen Zeitverlust, musste aber mehr als zwei Drittel des Rennens mit dem zweiten Fahrzeug bestreiten. Cerruti gab zu diesem Zeitpunkt das Rennen auf.
Das Rennen wurde am Ende der elften Runde wieder freigegeben, Bird setzte sich an der Spitze sofort deutlich ab. Bei der Anfahrt zu Kurve 11 kam Piquet ins Schleudern, Senna wich auf die Außenseite aus und wurde von Montagny getroffen, der dies ausnutzen wollte und einen Überholversuch auf der Innenseite angesetzt hatte. Hierbei beschädigte sich Montagny seinen Frontflügel und ging am Ende der Runde an die Box. Durch die Reparatur verlor er eine Runde und fiel auf Rang 17 zurück. Tung drehte sich in Kurve 3 und verlor einige Positionen, setzte das Rennen aber fort.
Zur Rennhalbzeit lag Bird mit rund sieben Sekunden in Führung, dahinter folgte eine eng zusammenliegende Gruppe bestehend aus Trulli, Chandhok, Servià, Piquet, Senna und Félix da Costa. In Runde 17 drehte sich Brabham erneut. Trulli, Chandhok, Piquet, Servià und Félix da Costa gingen am Ende der Runde zum Fahrzeugwechsel in die Box. Senna übernahm damit Rang zwei, kollidierte aber dann mit dem überrundeten Montagny und verlor mehrere Sekunden. Am Ende der Runde ging er ebenfalls an die Box, genau wie seine unmittelbaren Verfolger di Grassi, Prost, Buemi und Alguersuari. Bird wechselte sein Fahrzeug am Ende von Runde 19, die Führung übernahm damit Abt, dessen RESS zu diesem Zeitpunkt jedoch bereits nur noch etwa 50 Prozent Energie hatte. Rund 25 Sekunden dahinter lag Bird, weitere sechs Sekunden Trulli, dicht gefolgt von di Grassi, Piquet, Prost und Buemi. Dahinter lagen mit einigem Abstand D’Ambrosio, Senna, Chandhok, Servià und Félix da Costa. Zu diesem Zeitpunkt waren bereits alle Fahrer mit dem zweiten Fahrzeug unterwegs.
Buemi ging nach einem Verbremser von Prost an seinem Teamkollegen vorbei und lag nun auf Rang sechs. Trulli und Montagny erhielten in Runde 22 Durchfahrtstrafen, Trulli hatte mit seinem ersten Fahrzeug zu viel Energie verbraucht, Montagny war in der Boxengasse zu schnell gefahren. Beim Anbremsen von Kurve 1 ging Piquet an di Grassi vorbei. Eine Runde später kollidierte Piquet an der gleichen Stelle mit Trulli, als er auf der Außenseite versuchte, Trulli zu überholen, dieser ihn aber gegen die Mauer drückte. Piquet musste sein Fahrzeug wenige Meter weiter mit gebrochener Hinterradaufhängung abstellen. Auch Trulli wurde nachträglich für das Verursachen dieser Kollision mit einer Durchfahrtstrafe bestraft, die in eine Zeitstrafe von 23 Sekunden umgewandelt wurde. Buemi startete mehrere Überholversuche gegen di Grassi, kam aber nicht vorbei.
Abt lag weiterhin an der Spitze, musste jedoch Energie sparen, so dass Bird pro Runde rund vier Sekunden aufholte und in Runde 24 bereits nur noch acht Sekunden hinter ihm lag. Mit weiteren zwölf Sekunden Abstand folgten di Grassi, Buemi, Prost, D’Ambrosio und Senna. Chandhok auf Rang acht hatte bereits 30 Sekunden Rückstand auf den Führenden, dahinter lagen Servià, Félix da Costa und Alguersuari. Trulli, der seine Durchfahrtstrafe zuvor angetreten hatte, lag mit weiteren zehn Sekunden Rückstand nun auf Platz 12, gab das Rennen aber zwei Runden später auf.
In Runde 27 hatte Bird Abt eingeholt, in Kurve 4 ließ ihn Abt ohne Gegenwehr passieren. Eine Runde später gingen auch di Grassi, Buemi, Prost und Senna kampflos an Abt vorbei. Senna überholte kurz darauf Prost, der zuvor in Kurve 11 auf Abt aufgelaufen war und daher den unmittelbaren Anschluss an Buemi verloren hatte. Dies war das erste Überholmanöver in der FIA-Formel-E-Meisterschaft, bei dem ein Fahrer den FanBoost anwendete.
Kurz darauf gingen auch D’Ambrosio, Chandhok, Alguersuari, Servià und Félix da Costa an Abt vorbei, der damit nur noch auf dem elften Rang und damit außerhalb der Punkteränge lag.
Senna schloss in der vorletzten Runde auf di Grassi und Buemi auf und lag nun in unmittelbarer Schlagdistanz. In der letzten Runde verlor er in Kurve 10 die Kontrolle über sein Fahrzeug und schlug hart in die Streckenbegrenzung ein. Das Fahrzeug wurde schwer beschädigt, er schied aus und wurde noch auf Rang 14 gewertet.
Bird gewann das Rennen mit vier Sekunden Vorsprung vor di Grassi und Buemi. Es war der erste Sieg für ihn und das Virgin Racing Formula E Team. Buemi erzielte damit die ersten Podest-Platzierungen für sich und das e.dams-Team. Die Top 10 komplettierten Prost, D´Ambrosio, Chandhok, Servià, Félix da Costa, Alguersuari und Abt, der in den letzten Runden mehr als zehn Sekunden pro Runde langsamer fahren musste. Die zwei Punkte für die schnellste Rennrunde gingen an Alguersuari.
Di Grassi behielt damit die Führung in der Gesamtwertung, Bird übernahm Rang zwei von Montagny, der nun auf Platz drei lag. In der Teamwertung übernahm Abt Rang eins vor Virgin und e.dams.
Etwa sechs Wochen nach dem ePrix wurde bekannt, dass Montagny nach dem Rennen beim Dopingtest positiv auf Kokain getestet worden war. Er wurde daraufhin gesperrt. Am 28. März 2015 wurde Montagny nachträglich disqualifiziert und für zwei Jahre vom FIA Anti-Doping-Komitee gesperrt.

## Meldeliste
Alle Teams und Fahrer verwenden das Fahrzeug Spark-Renault SRT_01E und Reifen von Michelin.
| Team                              | Nr. | Fahrer                 |
| --------------------------------- | --- | ---------------------- |
| Virgin Racing Formula E Team      | 2   | Sam Bird               |
| Virgin Racing Formula E Team      | 3   | Jaime Alguersuari      |
| Mahindra Racing Formula E Team    | 5   | Karun Chandhok         |
| Mahindra Racing Formula E Team    | 21  | Bruno Senna            |
| Dragon Racing Formula E Team      | 6   | Oriol Servià           |
| Dragon Racing Formula E Team      | 7   | Jérôme D’Ambrosio      |
| Team e.dams Renault               | 8   | Nicolas Prost          |
| Team e.dams Renault               | 9   | Sébastien Buemi        |
| Trulli Formula E Team             | 10  | Jarno Trulli           |
| Trulli Formula E Team             | 18  | Michela Cerruti        |
| Audi Sport ABT Formula E Team     | 11  | Lucas di Grassi        |
| Audi Sport ABT Formula E Team     | 66  | Daniel Abt             |
| Venturi Formula E Team            | 23  | Nick Heidfeld          |
| Venturi Formula E Team            | 30  | Stéphane Sarrazin      |
| Andretti Autosport Formula E Team | 27  | Franck Montagny        |
| Andretti Autosport Formula E Team | 28  | Matthew Brabham        |
| Amlin Aguri                       | 55  | António Félix da Costa |
| Amlin Aguri                       | 77  | Katherine Legge        |
| China Racing Formula E Team       | 88  | Ho-Pin Tung            |
| China Racing Formula E Team       | 99  | Nelson Piquet jr.      |

Quelle: 

## Klassifikationen

### Qualifying
| 01                                                                     | Nicolas Prost          | Team e.dams Renault               | 1:21,779   | 11 |
| 02                                                                     | Oriol Servià           | Dragon Racing Formula E Team      | 1:22,010   | 01 |
| 03                                                                     | Sam Bird               | Virgin Racing Formula E Team      | 1:22,235   | 02 |
| 04                                                                     | Daniel Abt             | Audi Sport ABT Formula E Team     | 1:22,342   | 03 |
| 05                                                                     | Jarno Trulli           | Trulli Formula E Team             | 1:22,347   | 04 |
| 06                                                                     | Karun Chandhok         | Mahindra Racing Formula E Team    | 1:22,612   | 05 |
| 07                                                                     | Nelson Piquet jr.      | China Racing Formula E Team       | 1:22,620   | 06 |
| 08                                                                     | Nick Heidfeld          | Venturi Formula E Team            | 1:22,720   | 07 |
| 09                                                                     | Bruno Senna            | Mahindra Racing Formula E Team    | 1:22,816   | 08 |
| 10                                                                     | Matthew Brabham        | Andretti Autosport Formula E Team | 1:22,941   | 09 |
| 11                                                                     | António Félix da Costa | Amlin Aguri                       | 1:23,194   | 10 |
| 12                                                                     | Stéphane Sarrazin      | Venturi Formula E Team            | 1:23,240   | 12 |
| 13                                                                     | Franck Montagny        | Andretti Autosport Formula E Team | 1:23,697   | 13 |
| 14                                                                     | Michela Cerruti        | Trulli Formula E Team             | 1:23,857   | 14 |
| 15                                                                     | Ho-Pin Tung            | China Racing Formula E Team       | 1:23,894   | 15 |
| 16                                                                     | Katherine Legge        | Amlin Aguri                       | 1:25,823   | 16 |
| 110-Prozent-Zeit: 1:29,956 min (bezogen auf Bestzeit von 1:21,779 min) |                        |                                   |            |    |
| DNQ                                                                    | Jaime Alguersuari      | Virgin Racing Formula E Team      | keine Zeit | 17 |
| DNQ                                                                    | Lucas di Grassi        | Audi Sport ABT Formula E Team     | keine Zeit | 18 |
| EX                                                                     | Jérôme D’Ambrosio      | Dragon Racing Formula E Team      | 1:22,215   | 20 |
| EX                                                                     | Sébastien Buemi        | Team e.dams Renault               | 1:25,319   | 19 |

Quellen: 
Anmerkungen
1. ↑  Nicolas Prost wurde aufgrund einer Startplatzstrafe für das Verursachen einer Kollision im vorherigen Rennen um zehn Positionen nach hinten versetzt.
2. ↑  Jérôme D’Ambrosio wurde aus der Wertung ausgeschlossen, da er zu viel Energie verbraucht hatte.
3. ↑  Sébastien Buemi wurde aus der Wertung ausgeschlossen, da das Gesamtgewicht zu niedrig war.

### Rennen
| Pos. | Fahrer                 | Team                              | Runden | Zeit       | Start | Schnellste Runde |
| ---- | ---------------------- | --------------------------------- | ------ | ---------- | ----- | ---------------- |
| 01   | Sam Bird               | Virgin Racing Formula E Team      | 31     | 51:11,979  | 02    | 1:25,565 (13.)   |
| 02   | Lucas di Grassi        | Audi Sport ABT Formula E Team     | 31     | + 4,175    | 18    | 1:25,224 (30.)   |
| 03   | Sébastien Buemi        | Team e.dams Renault               | 31     | + 5,739    | 19    | 1:25,125 (30.)   |
| 04   | Nicolas Prost          | Team e.dams Renault               | 31     | + 9,552    | 11    | 1:25,306 (27.)   |
| 05   | Jérôme D’Ambrosio      | Dragon Racing Formula E Team      | 31     | + 13,722   | 20    | 1:25,449 (16.)   |
| 06   | Karun Chandhok         | Mahindra Racing Formula E Team    | 31     | + 17,158   | 05    | 1:25,087 (28.)   |
| 07   | Oriol Servià           | Dragon Racing Formula E Team      | 31     | + 18,621   | 01    | 1:25,582 (29.)   |
| 08   | António Félix da Costa | Amlin Aguri                       | 31     | + 19,926   | 10    | 1:25,334 (29.)   |
| 09   | Jaime Alguersuari      | Virgin Racing Formula E Team      | 31     | + 20,053   | 17    | 1:24,429 (20.)   |
| 10   | Daniel Abt             | Audi Sport ABT Formula E Team     | 31     | + 45,663   | 03    | 1:26,210 (07.)   |
| 11   | Ho-Pin Tung            | China Racing Formula E Team       | 31     | + 55,833   | 15    | 1:26,800 (24.)   |
| 12   | Stéphane Sarrazin      | Venturi Formula E Team            | 31     | + 56,626   | 12    | 1:24,551 (26.)   |
| 13   | Matthew Brabham        | Andretti Autosport Formula E Team | 31     | + 1:05,036 | 09    | 1:24,583 (29.)   |
| 14   | Bruno Senna            | Mahindra Racing Formula E Team    | 30     | DNF        | 08    | 1:24,599 (29.)   |
| 15   | Katherine Legge        | Amlin Aguri                       | 28     | + 3 Runden | 16    | 1:26,498 (24.)   |
| 16   | Jarno Trulli           | Trulli Formula E Team             | 28     | + 3 Runden | 04    | 1:26,712 (22.)   |
| —    | Nelson Piquet jr.      | China Racing Formula E Team       | 22     | DNF        | 06    | 1:25,272 (20.)   |
| —    | Michela Cerruti        | Trulli Formula E Team             | 07     | DNF        | 14    | 1:30,227 (05.)   |
| —    | Franck Montagny        | Andretti Autosport Formula E Team | 30     | °DSQ       | 13    | 1:24,446 (28.)   |
| —    | Nick Heidfeld          | Venturi Formula E Team            | 14     | °DSQ       | 07    | 1:26,425 (14.)   |

Quelle: 
Anmerkungen
1. 1 2 3  Legge, Montagny und Trulli erhielten nach dem Rennen eine 23-Sekunden-Zeitstrafe für das Verursachen einer Kollision.
2. ↑  Montagny wurde nicht gewertet. Er wurde nachträglich ausgeschlossen, da er beim Rennen gedopt war.
3. ↑  Heidfeld wurde nicht gewertet. Er wurde nachträglich ausgeschlossen, da er das Fahrzeug nicht an der Box gewechselt hat.

## Meisterschaftsstände nach dem Rennen
Die ersten zehn des Rennens bekamen 25, 18, 15, 12, 10, 8, 6, 4, 2 bzw. 1 Punkt(e). Zusätzlich gab es drei Punkte für die Pole-Position und zwei Punkte für die schnellste Rennrunde.

### Fahrerwertung
| Pos. | Fahrer                 | Team                              | Punkte |
| ---- | ---------------------- | --------------------------------- | ------ |
| 01   | Lucas di Grassi        | Audi Sport ABT Formula E Team     | 43     |
| 02   | Sam Bird               | Virgin Racing Formula E Team      | 40     |
| 03   | Franck Montagny        | Andretti Autosport Formula E Team | 18     |
| 04   | Nicolas Prost          | Team e.dams Renault               | 18     |
| 05   | Jérôme D’Ambrosio      | Dragon Racing Formula E Team      | 18     |
| 05   | Karun Chandhok         | Mahindra Racing Formula E Team    | 18     |
| 06   | Sébastien Buemi        | Team e.dams Renault               | 15     |
| 07   | Charles Pic            | Andretti Autosport Formula E Team | 12     |
| 08   | Oriol Servià           | Dragon Racing Formula E Team      | 12     |
| 09   | Nelson Piquet jr.      | China Racing Formula E Team       | 4      |
| 10   | António Félix da Costa | Amlin Aguri                       | 4      |

| Pos. | Fahrer            | Team                              | Punkte |
| ---- | ----------------- | --------------------------------- | ------ |
| 11   | Jaime Alguersuari | Virgin Racing Formula E Team      | 4      |
| 12   | Stéphane Sarrazin | Venturi Formula E Team            | 2      |
| 13   | Daniel Abt        | Audi Sport ABT Formula E Team     | 2      |
| 14   | Takuma Satō       | Amlin Aguri                       | 2      |
| 15   | Ho-Pin Tung       | China Racing Formula E Team       | 0      |
| 16   | Nick Heidfeld     | Venturi Formula E Team            | 0      |
| 17   | Matthew Brabham   | Andretti Autosport Formula E Team | 0      |
| 18   | Michela Cerruti   | Trulli Formula E Team             | 0      |
| 19   | Bruno Senna       | Mahindra Racing Formula E Team    | 0      |
| 20   | Katherine Legge   | Amlin Aguri                       | 0      |
| 21   | Jarno Trulli      | Trulli Formula E Team             | 0      |

### Teamwertung
| Pos. | Team                              | Punkte |
| ---- | --------------------------------- | ------ |
| 01   | Audi Sport ABT Formula E Team     | 45     |
| 02   | Virgin Racing Formula E Team      | 44     |
| 03   | Team e.dams Renault               | 33     |
| 04   | Andretti Autosport Formula E Team | 30     |
| 05   | Dragon Racing Formula E Team      | 30     |

| Pos. | Team                           | Punkte |
| ---- | ------------------------------ | ------ |
| 06   | Mahindra Racing Formula E Team | 18     |
| 07   | Amlin Aguri                    | 6      |
| 08   | China Racing Formula E Team    | 4      |
| 09   | Venturi Formula E Team         | 2      |
| 10   | Trulli Formula E Team          | 0      |